# Пидласко, Тихон Васильевич
Тихон Васильевич Пидласко (укр. Тихін Васильович Підласко; 1930—1987) — учёный агроном, советский журналист, редактор, публицист и краевед, а также прозаик и поэт.

## Биография
Родился в многодетной семье сельского фельдшера. В 1956 году окончил Уманский сельскохозяйственный институт, получил квалификацию учёного-агронома. Работал по специальности и одновременно трудился сельским корреспондентом в Христиновском районе Черкасской и Тростянецком районе Винницкой областей. С 1958 года стал литературным сотрудником в Тростянецкой районной газете, а с 1962 года — прошёл путь от заведующего отделом сельского хозяйства до редактора Тульчинской районной газеты.
Неоднократно избирался депутатом районного Совета народных депутатов.
Член Союза журналистов СССР. Был делегатом ІV-го и V-го съездов Союза журналистов УССР.

## Творчество
Тихон Васильевич Пидласко является автором многих историко-краеведческих книг, поэтического сборника стихотворений и многочисленных очерков, публицистических статей, рассказов и стихотворений, которые публиковались во всесоюзных, республиканских, областных журналах и газетах.
На многие тексты стихотворений композиторами написаны песни.
Книги:
- Г. Дробчак, Т. Пидласко. Три музея одного села. — О.: Маяк, 1970. — 68 с.
- Т. Пидласко. Легендарный Базиль. — О.: Маяк, — 1974. — 48 с.
- Т. Пидласко. Тульчин. Путеводитель. — О.: Маяк, 1976. — 48 с.
- Т. Пидласко. Мемориальный музей В. В. Порика. Путеводитель. — О.: Маяк, 1978. — 80 с.
- Т. Пидласко. Тульчин. Путеводитель. — О.: Маяк, 1980. — 84 с.
- Т. Пидласко. Мемориальный музей В. В. Порика. Путеводитель. — 2-е изд. — О.: Маяк, 1987. — 64 с.
- Т. Пидласко. Тульчинские розы: Поэзии. — Тульчин, 2000. — 68 с.

## Награды и премии
- Орден Трудового Красного Знамени (1976);
- Медаль «Ветеран труда» (1984);
- Юбилейная медаль «За доблестный труд. В ознаменование 100-летия со дня рождения Владимира Ильича Ленина» (1970);
- Бронзовая медаль на Выставке достижения народного хозяйства СССР за успехи в народном хозяйстве СССР (1968);
- Диплом на Выставке достижения народного хозяйства УССР за успехи в народном хозяйстве УССР;
- Лауреат журналисткой премии Винницкой области им. К. Гришина;
- Лауреат журналисткой премии Тульчинского района «Золотой колос»;
- В 1987 году присвоено почётное звание Заслуженного работника культуры Украинской ССР[источник не указан 2479 дней].